# La Périgord Ladies

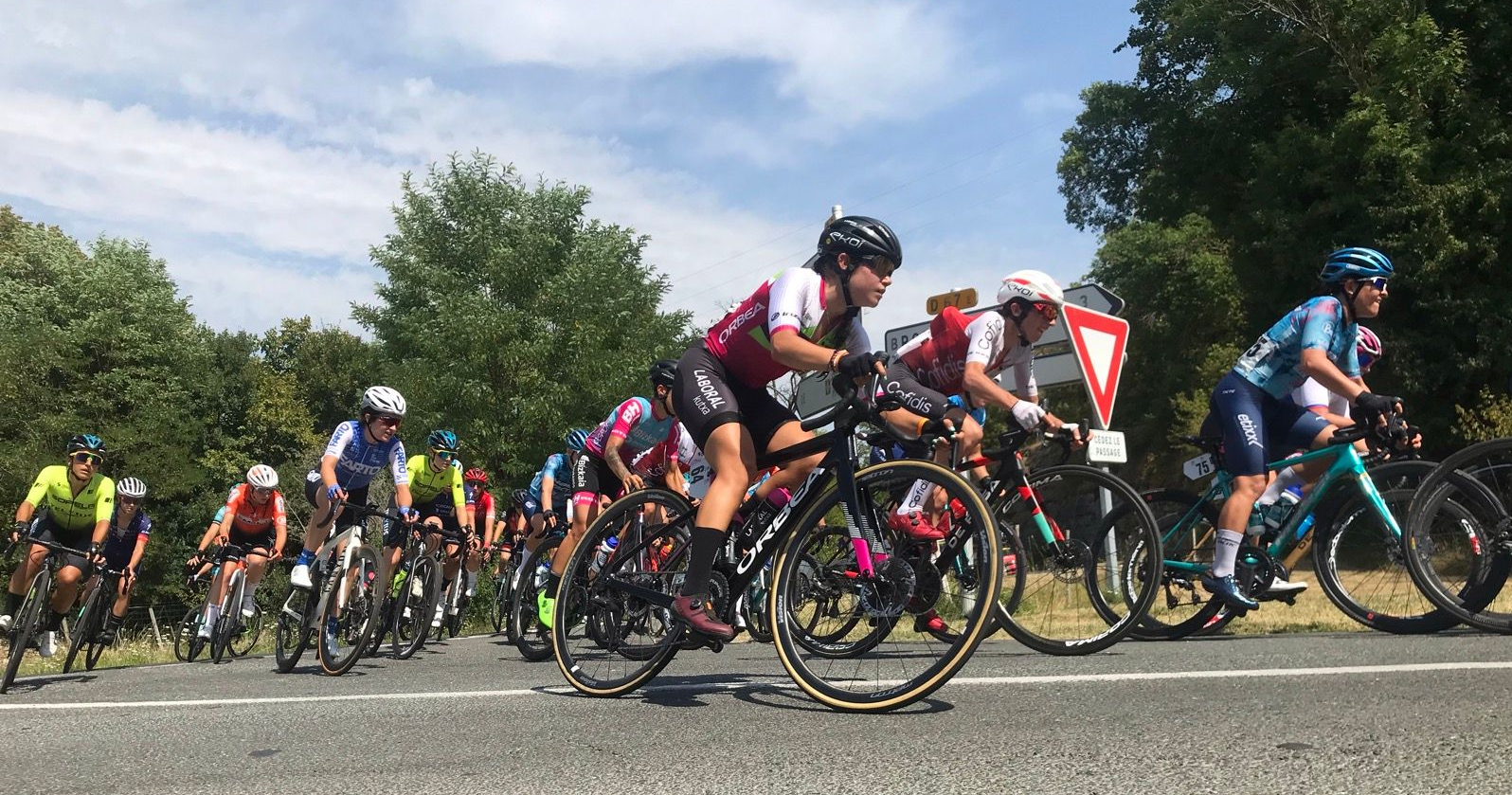
La Périgord Ladies 2022

La Périgord Ladies ist ein Straßenradrennen im Frauenradsport in Frankreich.
Das Eintagesrennen wurde erstmals im Jahr 2019 ausgetragen und ist in die Kategorie 1.2 eingestuft. Die Strecke führt auf profiliertem Kurs durch das Périgord im Südwesten Frankreichs mit Ziel in Boulazac in unmittelbarer Nachbarschaft zur Hauptstadt der Region Périgueux.

## Palmarès
| Jahr | Siegerin          | Zweite                | Dritte           |
| ---- | ----------------- | --------------------- | ---------------- |
| 2019 | Coralie Demay     | Kathrin Hammes        | Évita Muzic      |
| 2020 | Sheyla Gutiérrez  | Sandra Lévénez        | Tanja Erath      |
| 2021 | Marta Bastianelli | Erica Magnaldi        | Nadia Quagliotto |
| 2022 | Grace Brown       | Simone Boilard        | Rachel Neylan    |
| 2023 | Amber Kraak       | Jade Wiel             | Clara Émond      |
| 2024 | Josie Talbot      | Margot Vanpachtenbeke | Nina Buysman     |
| 2025 |                   |                       |                  |